# 2. ŽNL Virovitičko-podravska 2013./14.
Ovaj članak je podtema članka: 5. rang HNL-a 2013./14.

2. ŽNL Virovitičko-podravska u sezoni 2013./14. je predstavljala ligu drugog stupnja županijske lige u Virovitičko-podravskoj županiji, te ligu petog stupnja hrvatskog nogometnog prvenstva. 
 
Sudjelovalo je 14 klubova, a ligu je osvojilo "Suhopolje".    

## Ljestvica
| mj. | klub                  | ut. | pob. | ner. | por. | gol+ | gol- | bod |
| --- | --------------------- | --- | ---- | ---- | ---- | ---- | ---- | --- |
| 1.  | Suhopolje             | 26  | 26   | 0    | 0    | 124  | 7    | 78  |
| 2.  | Bratstvo Gornje Bazje | 26  | 18   | 3    | 5    | 75   | 38   | 57  |
| 3.  | Zrinski Nova Bukovica | 26  | 14   | 4    | 8    | 68   | 42   | 46  |
| 4.  | Graničar Okrugljača   | 26  | 12   | 5    | 9    | 64   | 61   | 41  |
| 5.  | Podgorje              | 26  | 11   | 5    | 10   | 52   | 51   | 38  |
| 6.  | Sveti Đurađ           | 26  | 10   | 8    | 8    | 53   | 57   | 38  |
| 7.  | Mladost Miljevci      | 26  | 12   | 1    | 13   | 42   | 56   | 37  |
| 8.  | Sokol Milanovac       | 26  | 10   | 4    | 12   | 51   | 68   | 34  |
| 9.  | Omladinac Korija      | 26  | 8    | 6    | 12   | 35   | 39   | 30  |
| 10. | Slavonija Sladojevci  | 26  | 8    | 4    | 14   | 49   | 72   | 28  |
| 11. | Gradina               | 26  | 8    | 4    | 14   | 48   | 72   | 28  |
| 12. | Dinamo Četekovac      | 26  | 8    | 2    | 16   | 44   | 73   | 26  |
| 13. | Sloga Zdenci          | 26  | 7    | 3    | 16   | 53   | 84   | 24  |
| 14. | Standard Nova Šarovka | 26  | 4    | 3    | 19   | 38   | 76   | 15  |

## Rezultatska križaljka
| kratica | klub                  | BRA | DIN | GRAD | GRAN | MLA | OML | POD | SLA | SLO | SOK | STA | SUH | SVEĐ | ZRI |
| --- | --------------------- | --- | --- | ---- | ---- | --- | --- | --- | --- | --- | --- | --- | --- | ---- | --- |
| BRA | Bratstvo Gornje Bazje |     |     |      |      |     |     |     |     |     |     |     |     |      |     |
| DIN | Dinamo Četekovac      |     |     |      |      |     |     |     |     |     |     |     |     |      |     |
| GRAD | Gradina               |     |     |      |      |     |     |     |     |     |     |     |     |      |     |
| GRAN | Graničar Okrugljača   |     |     |      |      |     |     |     |     |     |     |     |     |      |     |
| MLA | Mladost Miljevci      |     |     |      |      |     |     |     |     |     |     |     |     |      |     |
| OML | Omladinac Korija      |     |     |      |      |     |     |     |     |     |     |     |     |      |     |
| POD | Podgorje              |     |     |      |      |     |     |     |     |     |     |     |     |      |     |
| SLA | Slavonija Sladojevci  |     |     |      |      |     |     |     |     |     |     |     |     |      |     |
| SLO | Sloga Zdenci          |     |     |      |      |     |     |     |     |     |     |     |     |      |     |
| SOK | Sokol Milanovac       |     |     |      |      |     |     |     |     |     |     |     |     |      |     |
| STA | Standard Nova Šarovka |     |     |      |      |     |     |     |     |     |     |     |     |      |     |
| SUH | Suhopolje             |     |     |      |      |     |     |     |     |     |     |     |     |      |     |
| SVEĐ | Sveti Đurađ           |     |     |      |      |     |     |     |     |     |     |     |     |      |     |
| ZRI | Zrinski Nova Bukovica |     |     |      |      |     |     |     |     |     |     |     |     |      |     |
| |                       |     |     |      |      |     |     |     |     |     |     |     |     |      |     |
| podebljan rezultat - utakmice od 1. do 13. kola (1. utakmica između klubova) rezultat normalne debljine - utakmice od 14. do 26. kola (2. utakmica između klubova) rezultat nakošen - nije vidljiv redoslijed odigravanja međusobnih utakmica iz dostupnih izvora rezultat smanjen * - iz dostupnih izvora nije uočljiv domaćin susreta prekrižen rezultat - poništena ili brisana utakmica p - utakmica prekinuta 3:0 p.f. / 0:3 p.f. - rezultat 3:0 bez borbe n.i. - nije igrano |                       |     |     |      |      |     |     |     |     |     |     |     |     |      |     |

 Izvori: 

## Vanjske poveznice
- znsvpz.hr, Županijski nogometni savez Virovitičko-podravske županije